# Trachypithecus
Trachypithecus és un gènere de primats de la família dels cercopitècids. El seu àmbit de distribució es divideix en dues parts: una cobreix la majoria del sud-est asiàtic (Índia nord-oriental, Xina meridional, Borneo, Tailàndia, Java i Bali) i l'altra es troba a l'extrem sud de l'Índia i a Sri Lanka. Els langurs d'aquest gènere es troben a gairebé tot Índia.
Es tracta d'animals bastant esvelts que tenen una cua ben llarga. El color del pelatge varia d'una espècie a l'altra. Les espècies d'aquest gènere viuen als boscos.